# Acontia crocata
Acontia crocata là một loài bướm đêm thuộc họ Noctuidae. Nó được tìm thấy ở Ấn Độ tới Úc.
Sải cánh dài khoảng 20 mm. Ấu trùng ăn Ligustrum vulgare.

## Hình ảnh

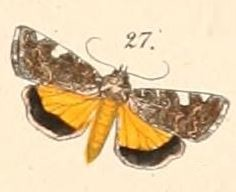